# Jim Ashilevi

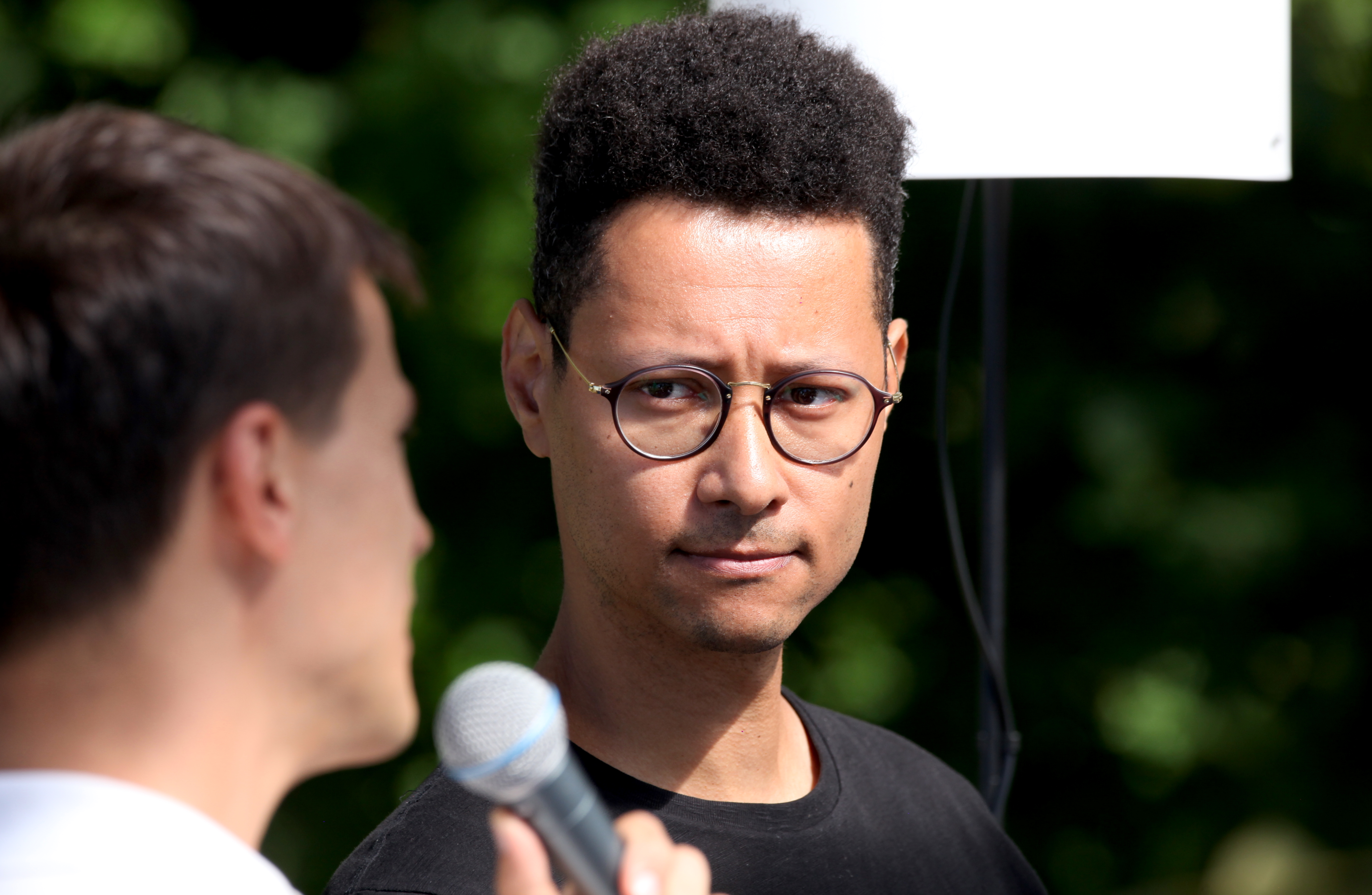
Jim Ashilevi 2022

Jim Ashilevi (* 29. August 1984 in Tallinn) ist ein estnischer Schriftsteller und Dramatiker. Daneben ist er als Radiomoderator und Organisator von Filmfestivals aktiv.

## Leben
Jim Ashilevi studierte nach seinem Abitur das Fach Audiovisuelle Medien an der Universität Tallinn. Er gilt als einer der vielversprechendsten estnischen Nachwuchsautoren. Ashilevi debütierte 2005 mit einer Novelle und mit dem Drama Nagu poisid vihma käes („Wie Jungs im Regen“). Bereits mit 24 Jahren erhielt er den Jahrespreis der staatlichen Stiftung Eesti Kultuurkapital für sein Theaterstück Portselanisuits (deutsch Porzellanrauch, übersetzt von Irja Grönholm), das 2007 in Tallinn uraufgeführt wurde. Es erhielt im Mai 2009 den Innovationspreis des Heidelberger Stückemarkts.

## Auszeichnungen
- 2019 Literaturpreis des Estnischen Kulturkapitals (Drama)